# Kabinett Müller III (Baden-Württemberg)
Das Kabinett Müller III bestand in der 2. Wahlperiode des Landtags Baden-Württemberg, bis der amtierende Ministerpräsident Gebhard Müller sein Amt niederlegte, da er zum Präsidenten des Bundesverfassungsgerichts berufen wurde.
| Amt                                            | Name                                                                                  | Partei | Partei  |
| ---------------------------------------------- | ------------------------------------------------------------------------------------- | ------ | ------- |
| Ministerpräsident                              | Gebhard Müller                                                                        |        | CDU     |
| Stellvertretender Ministerpräsident            | Hermann Veit                                                                          |        | SPD     |
| Minister für Wirtschaft                        | Hermann Veit                                                                          |        | SPD     |
| Inneres                                        | Viktor Renner                                                                         |        | SPD     |
| Kultus                                         | Wilhelm Simpfendörfer (bis 21. Juli 1958)                                             |        | CDU     |
| Kultus                                         | Gerhard Storz (ab 21. Juli 1958)                                                      |        | CDU     |
| Justiz                                         | Wolfgang Haußmann                                                                     |        | FDP/DVP |
| Finanzen                                       | Karl Frank                                                                            |        | FDP/DVP |
| Ernährung, Landwirtschaft und Forsten          | Eugen Leibfried                                                                       |        | CDU     |
| Arbeit                                         | Ermin Hohlwegler                                                                      |        | SPD     |
| Vertriebene, Flüchtlinge und Kriegsgeschädigte | Eduard Fiedler                                                                        |        | GB/BHE  |
| Vertretung beim Bund                           | Oskar Farny                                                                           |        | CDU     |
| Staatsräte                                     | Anton Dichtel (bis 6. Mai 1958), Hans Filbinger (ab 6. Mai 1958) und Friedrich Werber |        | CDU     |